# Wiborgia tetraptera
Wiborgia tetraptera är en ärtväxtart som beskrevs av Ernst Meyer. Wiborgia tetraptera ingår i släktet Wiborgia och familjen ärtväxter. Inga underarter finns listade i Catalogue of Life.